# Ariston Thermo
Ariston Thermo, fundada en 1930, es una empresa del sector del confort térmico. En 2013, el Grupo ha vendido 7,2 millones de productos en más de 150 países de todo el mundo, lo que asciende a una facturación de 1330 millones de euros. Emplea a 6.600 personas que trabajan en 45 empresas, con 7 oficinas de representación en 31 países. Entre los líderes en tres sectores de Mercado diferentes (confort térmico, quemadores y componentes), el Grupo ofrece una gama completa de productos, sistemas y servicios (calderas, calentadores de agua, sistemas de calefacción solares, bombas de calor, sistemas de control climático, quemadores, servicios de preventa y post-venta, elementos de calefacción y termostatos), comercializados principalmente con las marcas Ariston, Chaffoteaux, Elco, Racold, Cuénod, ECOFLAM y Thermowatt.

## Aerotermia
Ariston fabrica productos de aerotermia bajo la gama NUOS. Los aerotermos utilizan el calor del aire como energía renovable, ofreciendo un ahorro energético de hasta el 75%.

## Bridgenet Bus
Bridgenet Bus es el protócolo de comunicaciones de Ariston.

## Marcas
- Ariston
- Elco Heating Solutions
- Chaffoteaux
- Racold
- ATAG
- Cuenod
- Ecoflam
- Thermowatt
- Calorex